# بژوستووو (استان پودلاسکی)
بژوستووو (به لهستانی:  Brzostowo) یک روستا در لهستان است که در گمینا یدوابنه واقع شده‌است.